# Kiii
株式会社Kiii（キー、英: Kiii inc.）は、東京都目黒区に本社を置く日本のマルチチャンネルネットワーク。2017年6月に設立。ブランドスローガンは「Always be fun.」。
インフルエンサーマーケティング事業を中核にサービス事業等を展開している。事業内容は主にYouTuberのマネジメント・育成・スクール、その他各種のプロモーション、海外インフルエンサーとの連携、イベント事業、YouTubeにおける動画ASP、企業コンサルティングである。

## 大量退所騒動
2021年3月22日の臨時株主総会で当時社長だった高田樹が即日解任され、この議決を受けて退所を決意したクリエイター達が相次いで契約解除をKiiiに申し入れるも、Kiiiは契約期間内であることを理由に契約解除を拒否。Kiiiの対応に不信感を抱えたクリエイターの一部が退所表明の動画をYouTubeに公開するなどしたことで、Kiiiとの認識の齟齬が明るみに出ることとなった。Kiiiの提示する更新時以外の契約解除の条件には、今回の件について主体的に関わっていないこと、およびKiiiが用意した合意書に同意することが挙げられており、合意事項にはKiiiに対しての「誹謗中傷の禁止」及び「退所報告の禁止」があるため、退所する旨を宣言したクリエイターは合意によって契約解除することができなくなっていた。同年9月30日にKiiiと退所表明していたクリエイターの意向が整ったため、正式に退所することが決まった。退所したクリエイターの多くは解任後に高田が設立した株式会社Carry Onへ移籍している。

## 所属クリエイター
公式ウェブサイトを参照。
- 六丸の工房
- Chef Ropia
- もっかいちゃんねる
- 大食いらすかる[注 1]
- キリン【考察系youtuber】[注 1]
- SUSURU TV.[注 1]
- ラファエル[注 1]
- ブレイクスルー佐々木[注 1]
- Pupu[注 1]
- MillkunTV
- Zyonmana[注 1]
- ヨメトオレ[注 1]
- SIT / シット[注 1]
- 쿠키커플クッキーカップル
- マーシーの獲ったり狩ったり
- 雨ニモマケズ、ダーウィンは来ズ。[注 1]
- ブリッヒー!News Channel[注 1]
- なな茶[注 1]
- 美奈子ファミリーTV[注 1]
- るな
- HAREの日常-旧バイアンド-[注 1]
- TTMつよし
- おりおりんTV[注 1]
- パリチャンネル
- アニマルタイガ
- ちゃんけブログ
- アクシデンターズ
- 横山三等兵
- ひのちゃんねる[注 1]
- Marinosuke TV[注 1]
- 超めてお
- エンイチぶらり旅。[注 1]
- NATSU ソロキャンプ[注 1]
- いっちばこカップル[注 1]
- りこちゃさまちゃんねる
- 城之内チャンネル　世界一アゴの長いYoutuber
- イルティの恋愛革命チャンネル
- さなっち
- 若埜ん家(わかのんち)[注 1]
- 星野瑠利[注 1]
- YORIKO makeup[注 1]
- かけ蕎麦新作
- 織姫KenT♂
- なのとかれぶ[注 1]
- オジQ[注 1]
- 島津の鉄砲兵
- 肥満星人タイチ
- 虹色の朝陽[注 1]
- どんぐりさんのsurprise gardening[注 1]
- みおびきVLOG
- トオリ
- おちゃぐ[注 1]
- MISS TOXIC
- YamadaRuriko[注 1]
- ちゃんみきわーるど[注 1]
- 桃パン
- あみんこチャンネル
- プリンスこうや[注 1]
- たれまゆちゃんねる[注 1]
- 【3児のママ】みっちゃんねる[注 1]
- YueL's Gaming House 北原ゆえる[注 1]
- Tomo✈︎飛行機好きの高校生
- 反王ケンラウヘル[注 1]
- LOVELENAらぶれな러브레나
- “J” style channel
- ちびのっぽちゃんねる
- Dangerous爺ちゃんねる
- ウカペコチャンネル
- YPちゃんねる
- ゆっくりたっぴい
- JaM JaM
- mokofamily
- アイソラちゃんねる
- やまちゃんのメンタル工場
- クダくん
- 山とアウトドア(冒険チャンネル)
- だんごカンパニー
- タチバナユータ / Yuta Tachibana
- SWAG STUDIO
- 虹七色/니지나나이로
- いんぐじーん
- 赤猫かるまチャンネル
- アイドルのいる生活[注 1]

## 元所属クリエイター
- acoデカ盛り[8]
- 渥美拓馬[注 2][9]
- おうち麺TV.[注 2][10]
- おじとらちゃんねる
- きまぐれクック[注 2][11][12][13]
- 今日もGatti[注 2][14]
- きんふんぱーりー
- CUCA[注 3]
- GUNMA-17[注 2][15]
- ごりぱの部屋
- さーもんちゅChannel
- 魚屋の森さん
- 地獄寺紅蓮丸[16]
- しばなんちゃんねる[注 4]
- 社会人ですけど何か？
- ジャックポット.[注 5][14]
- 翔ちゃんBASE[注 6]
- 小豆島の漁師はまゆう[4]
- ジョンレノ[18]
- スーパーナブラ
- スモーキングチキン[注 7]
- 素潜り漁師マサル[19]
- たーたんねる
- たいぽん
- だれウマ/学生筋肉男飯
- たろサク兄弟[注 7]
- チャンネルがーどまん[注 2][20]
- ちゃんねる鰐[注 2][21]
- チョコレートカカオ[22]
- デボちゃん[注 2]
- とっくん[注 2][23]
- ナオトのソト飯すたいる[注 2][24]
- NathVie[25]
- にしやん会長[注 2][26]
- ぬりぼう&さわきん[注 2][27]
- ねおくらぶ
- ノア・エリクシア
- NOBLEMAN[注 2][注 8]
- 橋本実花
- 八丈冒険団[注 2][28]
- はてにゃん[注 7]
- ブライアン[注 2][29]
- はんなりーず[注 2][30]
- ベーコン家のポテとひだり[注 7]
- へきトラ劇場[注 9][31]
- へきトラハウス[注 10]
- まーくんと猫[注 7]
- マイティーやり込みゲーム動画[注 11]
- MAKIHIKA[注 2][33]
- ミーミちゃんねる[注 2][34]
- メッス[注 2]
- ユニバーサルプライム[注 12]
- ゆりもり[15]
- よさこいバンキッシュ[注 2][35][36]
- りつ
- レジスタンス[注 2][4]